# Lac Camousitchouane
Lac Camousitchouane är en sjö i Kanada.   Den ligger i regionen Nord-du-Québec och provinsen Québec, i den östra delen av landet, 600 km norr om huvudstaden Ottawa. Lac Camousitchouane ligger 301 meter över havet. Arean är 63 kvadratkilometer. Den sträcker sig 19,6 kilometer i nord-sydlig riktning, och 14,1 kilometer i öst-västlig riktning.
Trakten runt Lac Camousitchouane är nära nog obefolkad, med mindre än två invånare per kvadratkilometer.